# ジョン・C・バトラー級護衛駆逐艦
| ジョン・C・バトラー級護衛駆逐艦 | ジョン・C・バトラー級護衛駆逐艦                    | ジョン・C・バトラー級護衛駆逐艦                    |
| ------------------------------- | -------------------------------------------------- | -------------------------------------------------- |
| USS John C. Butler DE-339       |                                                    |                                                    |
| 艦級概観                        |                                                    |                                                    |
| 艦種                            | 護衛駆逐艦                                         | 護衛駆逐艦                                         |
| 艦名                            | 海軍功労者 一番艦はジョン・C・バトラー少尉に因む。 | 海軍功労者 一番艦はジョン・C・バトラー少尉に因む。 |
| 建造期間                        | 1943年～1955年                                     | 1943年～1955年                                     |
| 就役期間                        | 1944年 - 1972年                                    | 1944年 - 1972年                                    |
| 前級                            | ラッデロウ級（TEV型）                              | ラッデロウ級（TEV型）                              |
| 次級                            | ディーレイ級                                       | ディーレイ級                                       |
| 性能諸元例                      |                                                    |                                                    |
| 排水量                          | 基準: 1,350トン                                    | 基準: 1,350トン                                    |
| 排水量                          | 満載: 1,660トン                                    |                                                    |
| 全長                            | 93.2 m                                             | 93.2 m                                             |
| 全幅                            | 11.2 m                                             | 11.2 m                                             |
| 吃水                            | 3.0 m                                              | 3.0 m                                              |
| 機関                            | D形2胴型過熱器付水管缶 (30.6kgf/cm2, 399℃)         | 2缶                                                |
| 機関                            | 蒸気タービン（6,000 shp）                          | 2基                                                |
| 機関                            | スクリュープロペラ                                 | 2軸                                                |
| 速力                            | 24ノット                                           | 24ノット                                           |
| 航続距離                        | 6000海里 (12ノット巡航時)                          | 6000海里 (12ノット巡航時)                          |
| 乗員                            | 186名 (戦時 200名)                                 | 186名 (戦時 200名)                                 |
| 兵装                            | 38口径12.7cm単装砲                                 | 2基                                                |
| 兵装                            | 56口径40mm連装機銃                                 | 2基                                                |
| 兵装                            | 70口径20mm単装機銃                                 | 10基                                               |
| 兵装                            | ヘッジホッグ対潜迫撃砲                             | 1基                                                |
| 兵装                            | 爆雷投射機                                         | 8基                                                |
| 兵装                            | Mk.9爆雷投下軌条                                   | 2条                                                |
| 兵装                            | 533mm3連装魚雷発射管                               | 1基                                                |
| GFCS                            | Mk.52 (5インチ砲用)                                | 1基                                                |
| GFCS                            | Mk.51 (40mm機銃用)                                 | 1基                                                |
| レーダー                        | SA 対空捜索用                                      | 1基                                                |
| レーダー                        | SU 対水上捜索用                                    | 1基                                                |
| ソナー                          | QC 探信儀                                          | 1基                                                |

ジョン・C・バトラー級護衛駆逐艦（ジョン・C・バトラーきゅうごえいくちくかん, 英語: John C.Butler-class destroyer escorts）は、第二次世界大戦期後半以後、アメリカ海軍が建造・運用していた護衛駆逐艦の艦級。基本的にウェスティングハウス・エレクトリック社製のギヤード・タービンを採用していることから、WGT型とも通称される。

## 設計
アメリカ海軍は、第二次世界大戦期においてはジョン・C・バトラー級を含めて6艦級の護衛駆逐艦（エヴァーツ級、カノン級、エドソル級、バックレイ級、ラッデロウ級）を整備していたが、これは主として、主機関として予定されていた蒸気タービン方式で不可欠な歯車減速機の生産能力が限定的であったために機関を統一できなかったことに起因する。ジョン・C・バトラー級は、これら6艦級のなかで唯一蒸気タービン主機を搭載しており、すなわち同級に至って、アメリカ海軍が当初計画していたオリジナルの護衛駆逐艦が実現されたことになる。
設計は、基本的に、先行するラッデロウ級護衛駆逐艦（TEV型）の主機関を蒸気タービン方式に変更したものとなっており、艦橋も1層低められたままである。主ボイラーはバックレイ級と同形式で、バブコック・アンド・ウィルコックス社製ないしコンバッション・エンジニアリング社製、蒸気性状は圧力30.6kgf/cm2（435psi）、温度399℃であった。主機は1段減速のギヤード・タービンで、大部分の艦はウェスティングハウス・エレクトリック社製のものを搭載しており、このために本級はWGT型と通称されるが、一部の艦はゼネラル・エレクトリック社製のものを搭載している。これらは高・低圧タービンの2胴構成である。

## 装備
装備面では、先行するラッデロウ級護衛駆逐艦（TEV型）のものがおおむね踏襲されており、主砲も、従来の護衛駆逐艦が50口径7.6cm砲3門を露天式の単装砲座として装備していたのに対し、より大口径で大火力の38口径12.7cm砲2門を砲楯付きの単装砲塔と組み合わせて、艦首・艦尾甲板に1基ずつ装備した。これは、護衛駆逐艦が従来は船団護衛に投入されていたのに対し、戦況の推移と戦力の充実を受けて、対潜掃討群（HUKグループ）に編入されて攻勢的に運用されたり、また水陸両用作戦支援などで艦砲射撃が必要になる状況に対応するためのものである。高角機銃としては、艦橋直前の上部構造物上と後部上部構造物後端に40mm連装機銃を1基ずつ備えていた。射撃指揮装置（FCS）としては、主方位盤が艦橋上に、また副方位盤が後部機銃座の直前に設置されており、当初はいずれもMk.51が用いられたが、主方位盤については、のちに測距レーダーを備えたMk.52や、より本格的な射撃指揮レーダーを備えたMk.63などに換装されたケースも多かった。
対潜兵器としては、改修後のGMT型と同様、後甲板に片舷式爆雷投射機（K砲）を片舷4基ずつの計8基、艦尾に爆雷投下軌条2条を設置したほか、艦首甲板の5インチ砲の直後にヘッジホッグMk.10対潜迫撃砲が装備された。これは旋回機構をもたない最初期の対潜前投兵器であるが、非常に優れた対潜火力であった。
対艦兵器としては、船団護衛時に敵の仮装巡洋艦など通商破壊艦と交戦する場合を想定して、3連装長魚雷発射管を船体中部の上部構造物上に搭載した。しかし実運用上、雷撃の機会が乏しかった一方、航空機の性能向上に伴い防空強化の必要が大きくなっていたことから、戦争後期には魚雷発射管を撤去し、その両側に40mm単装機銃を2基ずつ搭載する改修がなされた艦が多かった。ただし、1944年10月25日のサマール沖海戦において、ジョン・C・バトラー級の「サミュエル・B・ロバーツ」および姉妹艦3隻は、栗田健男中将率いる日本の中央艦隊に対して雷撃を実施しており、護衛駆逐艦による雷撃の唯一の例と考えられている。

## 配備
護衛駆逐艦としては最多の293隻が発注されたが、大戦状況の推移や大戦終結により83隻のみが竣工し4隻が建造中止に、206隻が発注キャンセルされた。登場が大戦中期以降であったために活躍の機会はあまり無かったが、太平洋戦線および大西洋戦線で船団護衛や索敵哨戒の任務に就き、大戦後期にはパナマ運河を経て順次大西洋から太平洋へ回航され、対日作戦に従事した。また、2隻はレーダーピケット艦（DER）として完成した。

### 同型艦
74隻

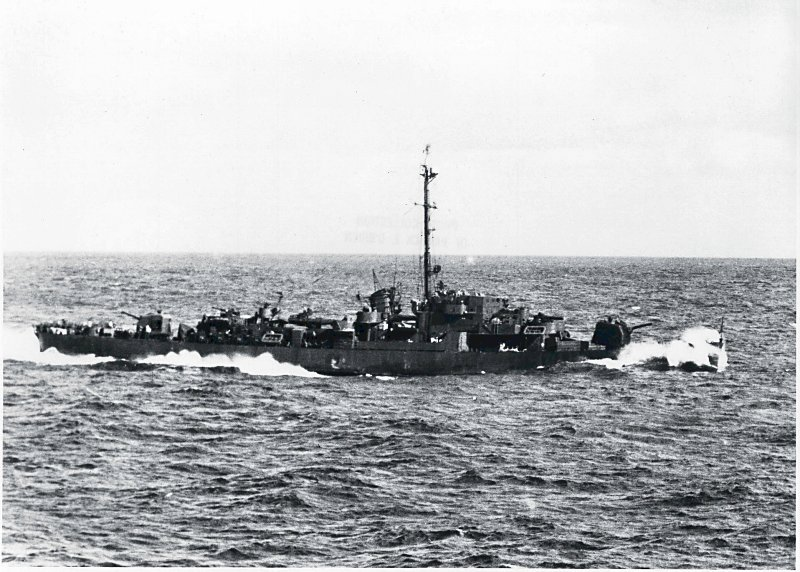
DE-407 シェルトン

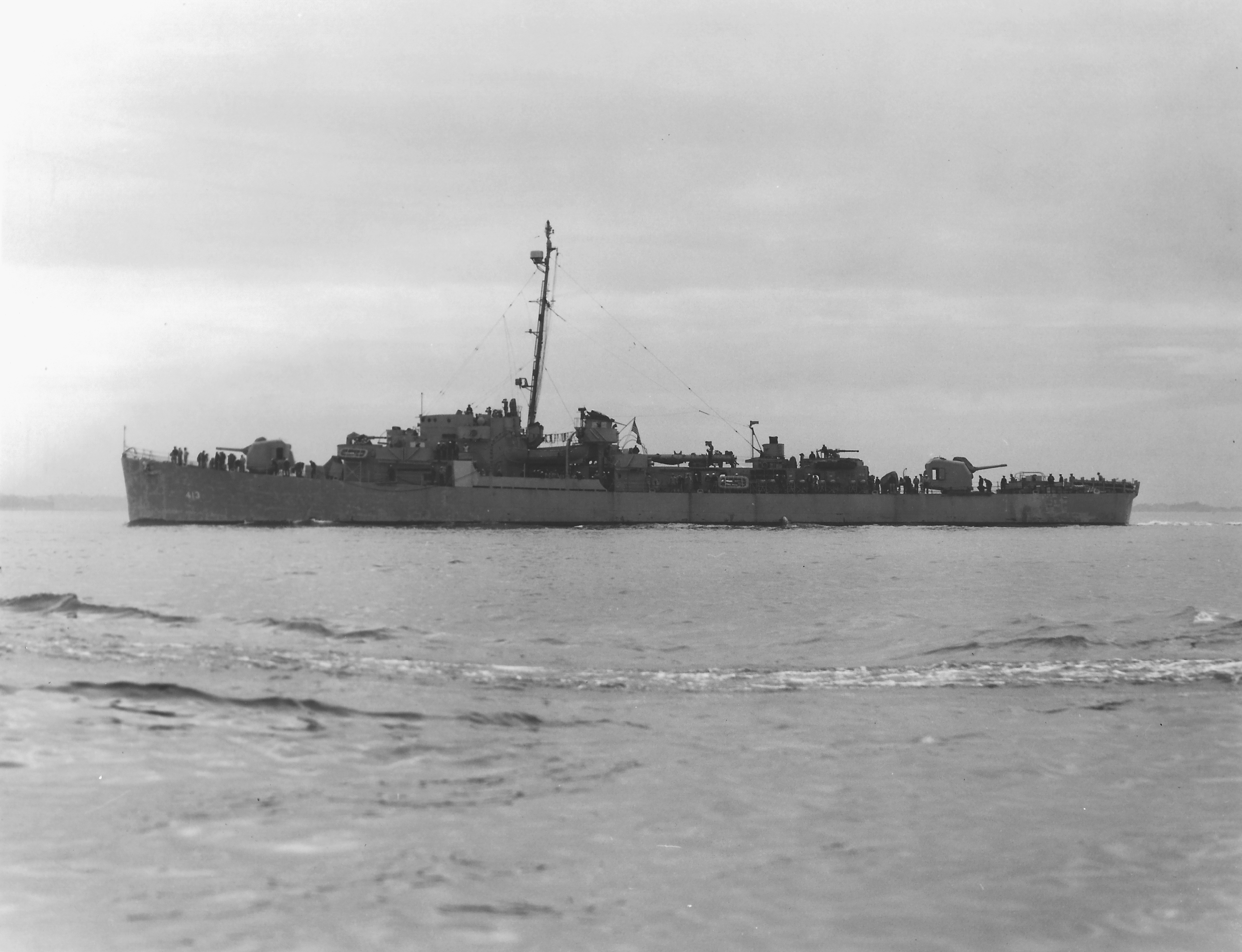
DE-413 サミュエル・B・ロバーツ

- DE-339 ジョン・C・バトラー （USS John C.Butler）
- DE-340 オフラハティ （USS O'Flaherty）
- DE-341 レイマンド （USS Raymond）
- DE-342 リチャード・W・スーザンス （USS Richard W.Suesens）
- DE-343 アバークロンビー （USS Abercrombie）
- DE-344 オバーレンダー（USS Oberrender）
- DE-345 ロバート・ブレイジア （USS Robert Brazier）
- DE-346 エドウィン・A・ハワード （USS Edwin A.Howard）
- DE-347 ジェシー・ラザフォード （USS Jeses Rutherford）
- DE-348 キー （USS Key）
- DE-349 ジェントリー （USS Gentry）
- DE-350 トロー （USS Traw）
- DE-351 モーリス・J・マヌエル （USS Maurice J.Manuel）
- DE-352 ネイフ （USS Naifeh）
- DE-353 ドイル・C・バーンズ （USS Doyle C.Barnes）
- DE-354 ケネス・M・ウィレット （USS Kenneth M.Willett）
- DE-355 ジャカード （USS Jaccard）
- DE-356 ロイド・E・アクリー （USS Loyd E.Acree）
- DE-357 ジョージ・E・デイヴィス （USS George E.Davis）
- DE-358 マック （USS Mack）
- DE-359 ウッドソン （USS Woodson）
- DE-360 ジョニー・ハッチンス （USS Johnnie Hutchins）
- DE-361 ウォルトン （USS Walton）
- DE-362 ロルフ （USS Rolf）
- DE-363 プラット （USS Pratt）
- DE-364 ロムバッハ （USS Rombach）
- DE-365 マギンティ （USS McGinty）
- DE-366 アルヴィン・C・コックレル （USS Alvin C.Cockrell）
- DE-367 フレンチ （USS French）
- DE-368 セシル・J・ドイル （USS Cecil J.doyle）
- DE-369 サディアス・パーカー （USS Thaddeus Parker）
- DE-370 ジョン・L・ウィリアムソン （USS John L.WIlliamson）
- DE-371 プレスリー （USS Presley）
- DE-372 ウィリアムス （USS Williams）
  - DE-373～381は起工前に発注キャンセル
- DE-402 リチャード・S・ブル （USS Richard S.Bull）
- DE-403 リチャード・M・ローウェル （USS Richard M.Rowell）
- DE-404 エヴァソール （USS Eversole）
- DE-405 デニス （USS Dennis）
- DE-406 エドモンズ （USS Edmonds）
- DE-407 シェルトン （USS Shelton）
- DE-408 ストラウス （USS Straus）
- DE-409 ラ・プラード （USS La Prade）
- DE-410 ジャック・ミラー （USS Jack Miller）
- DE-411 スタフォード （USS Stafford）
- DE-412 ウォルター・C・ワン （USS Walter C.Worn）
- DE-413 サミュエル・B・ロバーツ （USS Samuel B.Robarts）
- DE-414 ルレー・ウィルソン （USS LeRay Wilson）
- DE-415 ローレンス・C・テイラー （USS Lawrence C.Taylor）
  - DE-425～437は未命名。起工前にキャンセル
  - DE-451～507は未命名。起工前にキャンセル
  - DE-511～515は未命名。起工前にキャンセル
  - DE-541～544は進水前に建造中止
  - DE-545～562は起工前にキャンセル
  - DE-801～904は起工前にキャンセル

ほか